# Elton Flatley
Elton Flatley (Tamworth, 7 de mayo de 1977) es un exjugador australiano de rugby que se desempeñaba como apertura.

## Biografía
Flatley jugó al rugby durante todo el secundario destacándose tanto que firmó un contrato profesional al graduarse con Queensland Reds. Hizo su debut con los Rojos durante la temporada del Super Rugby 1996, a la temprana edad de 19 años contra los Highlanders.
Flatley debió retirarse prematuramente del rugby por consejo médico ya que él sufría de continua visión borrosa debido a una serie de conmociones cerebrales. Anunció su retiro el 16 de marzo de 2006.

## Selección nacional
En 1997, hizo su debut internacional en Australia, jugando contra Inglaterra en Twickenham el 15 de noviembre, a la edad de 20. El juego fue un empate 15-15. Flatley estaba otra vez en el equipo para el próximo partido contra Escocia, que Australia ganó. En 2001, él fue miembro del equipo de los Wallabies que ganó la serie contra los Leones británicos e irlandeses en la gira a Australia 2001.

### Participaciones en Copas del Mundo
Flatey solo jugó un Mundial; los campeones del Mundo jugaban en casa en Australia 2003 y mostraban un gran nivel, del otro hemisferio venía el XV de la Rosa que había logrado el Grand Slam en Europa y mostraba un gran nivel, por lo que no fue sorpresa que en la final, se enfrentaran australianos e ingleses. En una de las finales que más se recuerde, en Muerte súbita, Jonny Wilkinson convirtió el drop que derrotó a los Wallabies en su casa 17-20 y consagró campeón del Mundo a Inglaterra. Flatey se ubicó tercero en la tabla de máximos anotadores con 100 puntos.
| Mundial                       | Sede      | Resultado  | PJ | Pts |
| ----------------------------- | --------- | ---------- | -- | --- |
| Copa Mundial de Rugby de 2003 | Australia | Subcampeón | 6  | 100 |